# Dulce Beatriz
Dulce Beatriz, nacida Dulce Hernández Moreno de Ayala (17 de marzo de 1931) es una artista cubana, conocida por sus pinturas de estilo impresionista.

## Biografía
Beatriz nació en La Habana en el seno de una familia de ascendencia española. Su padre, José María Hernández, dirigió una panadería. Su madre, Dulce Moreno Ayala, era profesora. Inicialmente estudió para ser profesora, graduándose de la Escuela de Maestros Jardineras (profesorado elemental de Guardería Escolar) en La Habana en 1949, seguido por estudios en pedagogía de música en el Carlos Alfredo Peyrellade Conservatory de música en La Habana. Durante aquel tiempo también exhibió su obra artística en La Habana en la Sala de Ciudad de Espejos. Estudió arte formalmente en la Escuela Nacional de Bellas Artes "San Alejandro" en La Habana donde se graduó en 1955 y recibió una beca para estudios en el extranjero. En 1959 se casó con Leonardo Beatriz, un guitarrista de concierto, restaurador de arte y autenticador. Durante aquel tiempo fue reconocida por un diario bien conocida por el Excélsior en Cuba. [Elogios a una exposición Excélsior, p. B2; 22 de agosto de 1959]

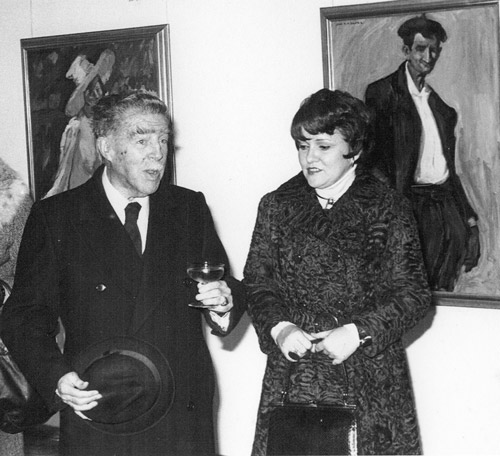
Dulce Beatriz y Juan Contreras y López de Ayala

La pareja migró a EE. UU. en 1960 ubicándose en Florida. Desde ese tiempo, exhibió ampliamente en Florida y España. En octubre de 1963: los trabajos por Dulce Beatriz se exhiben en el "Loft on the Mile" Galería de Arte, Coral Gables, Florida. En 1971, Dulce inauguró su galería de pinturas por primera vez en Mamagua, Nicaragua en el Teatro Nacional Rubén Darío. En 1972, Jean Tiroche, marchand internacional de arte, coleccionista y curador, hospeda una exposición de trabajos por Dulce Beatriz en la 'Gallerie Jean Tiroche', Playa de Palma, Florida;. En el programa de la exposición, Tiroche escribió: "Por primera vez esta galería ha hecho una excepción en presentar un pintor de la Escuela española desde entonces siempre hemos representado los Impresionistas más dignos de mención y postimpresionistas de la Escuela de París.
Durante las décadas de 1970s y 1980s varias galerías locales en Florida Del sur hospedaron exposiciones de pinturas de Dulce Beatriz en Miami, Fort Lauderdale y en Playa de Palma.  Dos de sus pinturas, El monasterio del Parral y Paisaje floridiano, adquirido por el Museo Español de Arte Contemporáneo en Madrid  (hoy Museo Nacional Centro de Arte Reina Sofía). En 1979: "La Pintora Dulce H. de Beatriz" - Una artista que se comunica a través de su obra" Entrevista e informe por Munoz, C. - Galería, El Miami Hearld También en 1979 un artículo en castellano titulado "DE MUJER A MUJER" p. 2b Diario Las Américas ; Entrevista e informe por Carmencita San Miguel que exhibe su éxito, biografía y sus pinturas brillantes. En medios de comunicación de Florida del sur frecuentemente entrevistada o escribió sobre Dulce Beatriz y su trabajo.
En 1983 recibió la Orden de Isabel la Católica. Sus papeles se resguardan en la Universidad de Miami Colección de Patrimonio cubano. Durante sus años de trabajo de Dulce Beatriz fueron exhibidos por revistas y otros medios de comunicación especialmente aquellos que apuntan a su audiencia en castellano. Su Excelencia Dr. Juan Contreras y López de Ayala, Marqués de Lozoya, Director del San Fernando Real Academia de Bellas artes inauguró muchas de sus exposiciones exitosas en Madrid, España. El Marqués de Lozoya fue el primero en proponer a Dulce como recipiente de la Orden Real de Isabel la Católica, con soporte del Honorable Carlos Martínez de Irujo, Duque de Huéscar y por el Honorable Stephen P. Clark, Alcalde o Metropolitano Dade Condado. En 2007: entrevista y artículo: "Ligero de las Profundidades del alma" por Rossi M. A, y Maurizio, G., La Isla Times, junio de 2007, Key Biscayne, Florida

## Publicaciones
- Un Siglo de Trimestre de Mi Vida, autobiografía (1972). OCLC 8362097 8362097
- Dulce Beatriz: Pinturas al óleo, dibujos, punto de plata, esculturas, engravings (punto de diamante) (2009), una colección de su trabajo editado por Leonardo y Dulce Beatriz con un prefacio por Charles K. Szabo. OCLC 457279598 457279598